# Dichelacera januarii
Dichelacera januarii är en tvåvingeart som först beskrevs av Christian Rudolph Wilhelm Wiedemann 1819.  Dichelacera januarii ingår i släktet Dichelacera och familjen bromsar. Inga underarter finns listade i Catalogue of Life.